# Список заслуженных тренеров СССР (футбол)
Почётное спортивное звание, присваивалось в 1956—1992 годах.
| 1956 год |                                 |            |                         |                |                       |     |
| 1        | Качалин Гавриил Дмитриевич      | 04.08.1956 |                         | Москва         |                       | 23  |
| 1957 год |                                 |            |                         |                |                       |     |
| 1        | Апухтин Борис Трифонович        | 01.02.1957 |                         | Москва         | «Труд»                | 84  |
| 2        | Бозененков Михаил Георгиевич    | 01.02.1957 |                         | Минск          | «Спартак»             | 152 |
| 3        | Аркадьев Борис Андреевич        | 16.02.1957 |                         | Москва         | «Локомотив»           | 62  |
| 4        | Блинков Владимир Георгиевич     | 16.02.1957 |                         | Москва         | Стадион юных пионеров | 55  |
| 5        | Гуляев Николай Алексеевич       | 16.02.1957 |                         | Москва         | «Спартак»             | 94  |
| 6        | Корсунский Михаил Борисович     | 16.02.1957 |                         | Киев           | ДСШ                   | 140 |
| 7        | Никитин Николай Николаевич      | 16.02.1957 | ??.??.1895 — ??.??.1960 | Москва         | «Буревестник»         | 114 |
| 8        | Пинаичев Григорий Маркович      | 16.02.1957 |                         | Москва         | Советская Армия       | 118 |
| 9        | Якушин Михаил Иосифович         | 16.02.1957 |                         | Москва         | «Динамо»              | 132 |
| 10       | Рожнов Николай Николаевич       | 31.12.1957 | ??.??.1912 — ??.??.1993 | Москва         | «Локомотив»           | 241 |
| 11       | Степанов Владимир Александрович | 31.12.1957 |                         | Москва         | «Спартак»             | 243 |
| 1958 год |                                 |            |                         |                |                       |     |
| 1        | Домбазов Сергей Христофорович   | 27.09.1958 | ??.??.1907 — ??.??.1981 | Ростов-на-Дону | «Динамо»              | 262 |
| 2        | Цомая Давид Павлович            | 31.12.1958 | ??.??.1904 — ??.??.1984 | Тбилиси        | «Гантиади»            | 268 |
| 1960 год |                                 |            |                         |                |                       |     |
| 1        | Жордания Андрей Дмитриевич      | 21.07.1960 |                         | Тбилиси        | «Динамо»              | 318 |
| 2        | Маслов Виктор Александрович     | 21.07.1960 |                         | Москва         | «Торпедо»             | 335 |
| 3        | Чхатарашвили Нестор Иосифович   | 18.10.1960 | ??.??.1912 — ??.??.1993 | Тбилиси        | Советская Армия       | 322 |
| 4        | Аракелов Ашот Джангирович       | 09.12.1960 | ??.??.1908 — ??.??.1970 | Ереван         | «Ашхатанк»            | 329 |
| 5        | Фоминых Николай Федорович       | 09.12.1960 | ??.??.1927 — ??.??.1996 | Киев           | «Динамо»              | 330 |

## 1963
- Келлер, Александр Андреевич

## 1964
- Пономарев, Александр Семенович
- Ошенков, Олег Александрович

## 1966
- Лядин, Евгений Иванович

## 1967
- Ивашков, Владимир Михайлович
- Морозов, Николай Петрович
- Сихарулидзе, Сергей Васильевич 1913—1983
- Фальян, Артем Григорьевич
- Элошвили, Владимир Сергеевич

## 1968
- Бесков, Константин Иванович
- Норакидзе, Анатолий Леванович 1930—1995
- Севидов, Александр Александрович

## 1969
- Карпов, Виктор Иванович

## 1970
- Симонян, Никита Павлович
- Николаев, Валентин Александрович

## 1975
- Лобановский, Валерий Васильевич
- Базилевич, Олег Петрович

## 1977
- Мосягин, Сергей Михайлович

## 1981
- Ахалкаци, Нодар Парсаданович

## 1988
- Иванов, Валентин Козьмич

## 1989
- Бышовец, Анатолий Федорович
- Гаврилов, Владимир Назарович
- Елисеев, Евгений Иванович
- Зелькявичюс, Беньяминас Викторович
- Кучеревский, Евгений Мефодьевич
- Малофеев, Эдуард Васильевич
- Морозов, Юрий Андреевич
- Сальков, Владимир Максимович

## 1990
- Мамедов, Алекпер Амирович
- Радионов, Владимир Вениаминович
- Шапошников, Сергей Иосифович

## 1992
- Зонин, Герман Семенович
- Кулибабенко, Виталий Николаевич 1937
- Назаров, Шариф Назарович